# Miss El Salvador
Miss El Salvador, ufficialmente conosciuto come Nuestra Belleza El Salvador è un concorso di bellezza femminile che si tiene annualmente in El Salvador. Il concorso si svolge fra quattordici concorrenti, ognuna in rappresentanza di un dipartimento. Organizzatore storico del concorso è Eddie Gonzalez.
Sino al 2005 la vincitrice del concorso rappresentava il paese a Miss Universo, la seconda classificata a Miss Mondo (sino al 1993 e la terza classificata a Miss International. Dal 2006 in concorso si è scisso in due concorsi distinti e le rappresentanti per Miss Mondo e Miss Universo vengono selezionate attraverso Nuestra Belleza Mundo e Nuestra Belleza Universo.

## Albo d'oro

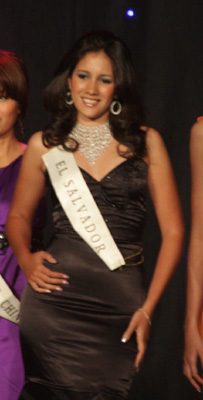
Gabriela Gavidia, Nuestra Belleza El Salvador Mundo 2008.

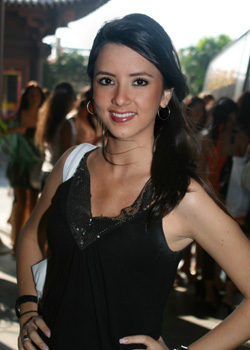
Michelle Melhado, Nuestra Belleza El Salvador Mundo 2007.

### Miss El Salvador
| Anno | Vincitrice (Rappresentante per Miss Universo)                | 2ª classificata (Rappresentante per Miss Mondo) | 3ª classificata (Rappresentante per Miss International) |
| ---- | ------------------------------------------------------------ | ----------------------------------------------- | ------------------------------------------------------- |
| 1954 | Myrna Ros Orozco                                             |                                                 |                                                         |
| 1955 | Maribel Arrieta Gálvez (2ª classificata e Miss Congeniality) |                                                 |                                                         |
| 1972 | Ruth Eugenia Romero Ramírez                                  |                                                 |                                                         |
| 1973 | Gloria Ivete Romero                                          |                                                 |                                                         |
| 1974 | Ana Carlota Margarita Araújo                                 |                                                 |                                                         |
| 1975 | Carmen Elena Figueroa (Semifinalista)                        | Ana Stella Comas Durán                          |                                                         |
| 1976 | Mireya Carolina Calderon Tovar                               | Soraya Comandari Zanotti                        |                                                         |
| 1977 | Altagracia Arévalo                                           | Magaly Varela Rivera                            |                                                         |
| 1978 | Iris Ivette Mazorra Castro                                   | Iris Ivette Mazorra Castro                      |                                                         |
| 1979 | Judith Ivette Lopez Lagos                                    | Judith Ivette Lopez Lagos                       |                                                         |
| 1981 | Martha Alicia Ortiz (Partecipa a Miss Mondo)                 |                                                 |                                                         |
| 1982 | Jeannette Orietta Marroquín                                  | Loredana Munguta                                |                                                         |
| 1983 | Claudia Deniz Oliva Alberto                                  | Carmen Irene Alvarez Gallardo                   |                                                         |
| 1984 | Ana Lorena Samagoa                                           | Celina Maria López Parraga                      |                                                         |
| 1985 | Julia Haydee Mora Alfaro                                     | Luz del Carmen Mena Duke                        |                                                         |
| 1986 | Vicky Elizabeth Cañas Alvarez                                | Nadine Monique Jeanpierre Gutiérrez             |                                                         |
| 1987 | Virna Passelly Machuca                                       | Claudia Lorena Alvarenga Ruiz                   |                                                         |
| 1988 | Ana Margarita Vaquerano Celarie                              | Karla Lorena Hasbun                             |                                                         |
| 1989 | Lucía Beatriz López Rodríguez                                | Ana Estela Aguilar                              |                                                         |
| 1990 | Gracia Maria Guerra                                          | Maria Elena Henríquez                           |                                                         |
| 1991 | Rebeca Dávila Dada                                           | Lucia Beatriz López Rodríguez                   |                                                         |
| 1992 | Melissa Salazar                                              | Raquel Cristina Durán                           | Maria Elena Ferreiro                                    |
| 1993 | Kathy Méndez Cuéllar                                         | Beatriz Eugenia Henríquez Pinto                 |                                                         |
| 1994 | Claudia Méndez Cuéllar                                       |                                                 | Nathalia Gutiérrez Munguía                              |
| 1995 | Eleonora Beatrice Corrillo Alamanni (Top 10)                 |                                                 | Natalia Díaz                                            |
| 1996 | Carmen Milena Mayorga (Top 10)                               |                                                 |                                                         |
| 1997 | Carmen Irene Carrillo Vilanova                               |                                                 |                                                         |
| 1998 | Maria Gabriela Joviel Munguia                                |                                                 |                                                         |
| 1999 | Cynthia Carolina Cevallos Montoya                            |                                                 |                                                         |
| 2000 | Alexandra Maria Rivas Cruz                                   |                                                 |                                                         |
| 2001 | Grace Marie Zabaneh Menéndez                                 |                                                 |                                                         |
| 2002 | Elisa Sandoval Rodríguez                                     |                                                 |                                                         |
| 2003 | Diana Renée Valdivieso Dubón                                 |                                                 |                                                         |
| 2004 | Silvia Gabriela Mejía Córdova                                | Andrea Denise Müschenborn Charlaix              |                                                         |
| 2005 | Irma Marina Dimas Pineda (Semifinalista a Miss Terra)        | Alejandra Mirian Carcamo Ramos                  |                                                         |

### Nuestra Belleza El Salvador Universo
| Anno | Nuestra Belleza El Salvador Universo | Piazzamento/Note  |
| ---- | ------------------------------------ | ----------------- |
| 2006 | Rebecca Iraheta                      |                   |
| 2007 | Lissette Rodríguez                   |                   |
| 2008 | Rebeca Moreno                        | Miss Congeniality |
| 2009 | Mayella Mena                         |                   |
| 2010 | Sonia Cruz                           |                   |
| 2011 | Alejandra Ochoa                      | Sostituita        |
| 2012 | Ana Yancy Clavel                     |                   |

### Nuestra Belleza El Salvador Mundo
| Anno | Nuestra Belleza El Salvador Mundo | Piazzamento |
| ---- | --------------------------------- | ----------- |
| 2006 | Evelyn Romero                     |             |
| 2007 | Silvia Melhado                    |             |
| 2008 | Gabriela Gavidia                  |             |
| 2009 | Elena Tedesco                     |             |
| 2009 | Gabriela Molina                   |             |
| 2011 | Maria Luisa Vicuña                |             |